# Alessandro di Grecia
Alessandro di Grecia (in greco Αλέξανδρος, Βασιλεύς των Ελλήνων?; Tatoi, 1º agosto 1893 – Atene, 25 ottobre 1920) fu re della Grecia dall'11 giugno 1917 al 25 ottobre 1920.

## Biografia

### Giovinezza
Alessandro di Grecia nacque il 1° agosto 1893 nel Palazzo Tatoi, residenza estiva presso Atene, figlio di Costantino I di Grecia, erede al trono ellenico, e di  Sofia di Prussia; i nonni paterni erano Giorgio I di Grecia, nato principe danese, e la granduchessa Ol'ga Romanovna, mentre quelli materni erano Federico III di Germania e Vittoria di Gran Bretagna, primogenita della regina Vittoria. Alessandro era così primo cugino di Marina di Kent, Olga di Jugoslavia, Guglielmo di Prussia, Filippo di Edimburgo, Filippo d'Assia-Kassel e del Principe Michele di Grecia. Il principe aveva due fratelli, Giorgio e Paolo, entrambi futuri sovrani greci, e tre sorelle, Elena, Irene e Caterina.
Il principe crebbe assieme ai fratelli fra il Palazzo reale e la residenza Tatoi, venendo educato secondo la lingua greca e la religione greco-ortodossa. Come i fratelli maschi, Alessandro entrò nell'Accademia militare ellenica, partecipando a entrambe le guerre balcaniche, servendo attivamente con il padre Costantino, che era stato nominato Comandante dell'Esercito della Tessaglia e che conquistò la città di Salonicco. Anni prima, nel 1909, aveva dovuto lasciare la Grecia assieme alla propria famiglia, poiché alcune file dell'esercito ed alcuni politici greci volevano licenziare ogni principe reale dai propri ruoli e posizioni militari (golpe di Goudi). Alessandro andò quindi in Germania, dove risiedevano i parenti materni, per poi ritornare in patria quando il nuovo premier, Venizelos, ripristinò i ranghi e ruoli dei reali nelle forze armate.

### Ascesa al trono
Con lo scoppio della Prima guerra mondiale, il padre Costantino I (asceso al trono nel 1913 a seguito dell'assassinio di Giorgio I) desiderava schierarsi a fianco degli Imperi centrali mentre il governo ed il paese parteggiavano per gli Alleati. Questi ultimi, tramite un ultimatum, costrinsero Costantino ed il figlio Giorgio (allora Duca di Sparta e quindi erede al trono) a lasciare il paese l'11 giugno 1917; a questo punto il Parlamento ellenico proclamò Alessandro come nuovo sovrano, giurando fedeltà nella sala da ballo del Palazzo reale alla presenza del padre Costantino e del fratello Giorgio, che poco dopo partirono per l'esilio, e del Primo ministro.
Alessandro venne forzato a richiamare nel ruolo di primo ministro Venizelos, il quale di fatto aveva tutto il potere che era compartito con anche le Grandi potenze dell'Intesa, con le quali, dal giugno 1917, la Grecia combatteva contro gli Imperi centrali. Il nuovo sovrano risiedeva sempre nel palazzo reale e faceva rare apparizioni pubbliche, come le riviste alle truppe militari e la visita del fronte macedone, nel 1918, accompagnato dal Principe Alessandro di Serbia, poi sovrano di Yugoslavia .

### Matrimonio

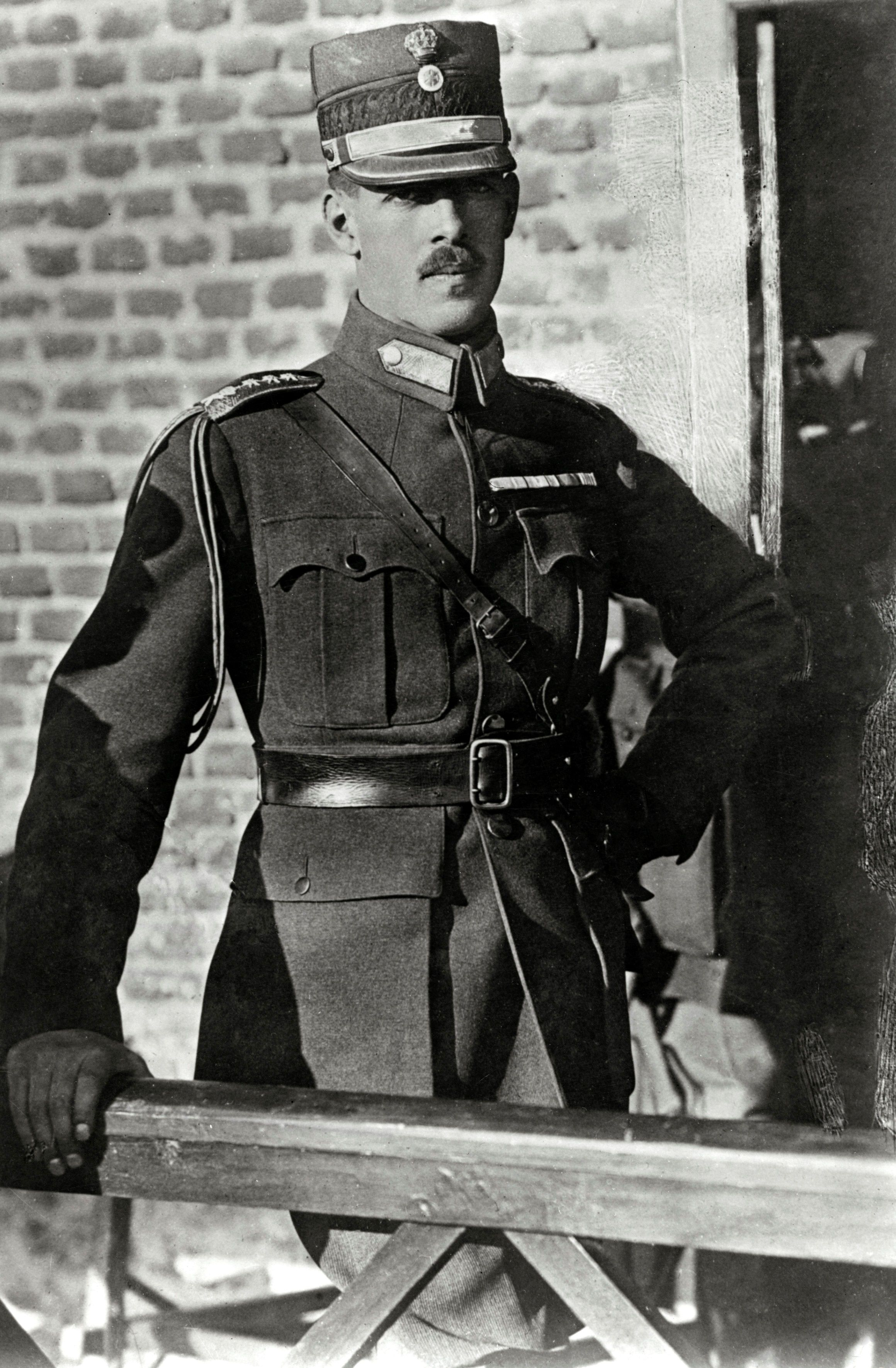
Il re durante la Grande Guerra.

Dopo che Alessandro divenne monarca, venne nota la sua relazione con Aspasia Manos, tre anni più giovane di lui, figlia del Colonnello Petros Manos e discente dei Principi regnanti di Moldavia e Valacchia; i due si conobbero quando erano bambini e cominciarono una relazione segreta nel 1915, scoperta dal padre Costantino I il quale decise che l'annuncio ufficiale avrebbe dovuto avvenire solo dopo la guerra. Con l'abdicazione del padre e la propria ascesa al trono, Alessandro decise di sposare Aspasia ma Venizelos, primo ministro, era contrario poiché aveva paura che sposando una nativa greca, la popolarità della monarchia sarebbe aumentata. Il capo del governo sperava di organizzare un matrimonio con Maria del Regno Unito, seconda cugina di Alessandro, unione che avrebbe avvicinato le due nazioni. Aspasia poi, non appartenendo ad una casa reale, non era ben vista .
Alessandro e Aspasia si sposarono il 4 novembre 1919; le nozze vennero ufficializzate ma alla sposa non venne riconosciuto il trattamento di S.M. regina degli Elleni, essendo invece nominata Principessa consorte di Grecia. Aspasia si recò a Parigi e ad Alessandro fu permesso di raggiungerla, in occasione della Conferenza di Pace, a condizione che la moglie non lo accompagnasse negli incarichi ufficiali. Ritornati in Grecia, la coppia si stabilì a Tatoi e il 25 marzo 1921 nacque la loro unica figlia Alessandra, poi ultima Regina consorte di Yugoslavia .

### Ultimi anni e morte
Nell'agosto 1920 venne firmato il Trattato di Sèvres, che favorì la Grecia la quale acquisì numerosi territori in Tracia e Smirne, attualmente in Turchia. Nel luglio 1920 re Alessandro fece la sua ultima apparizione pubblica quando visitò i nuovi territori acquisiti nella Tracia ovest, dove la città di Dedeağaç presso il fiume Evros, venne rinominata Alessandropoli, in onore del sovrano greco. Il 2 ottobre 1920, mentre si trovava nei giardini reali del Palazzo reale, venne morso da una scimmia ma sul momento non sembrò nulla di grave .

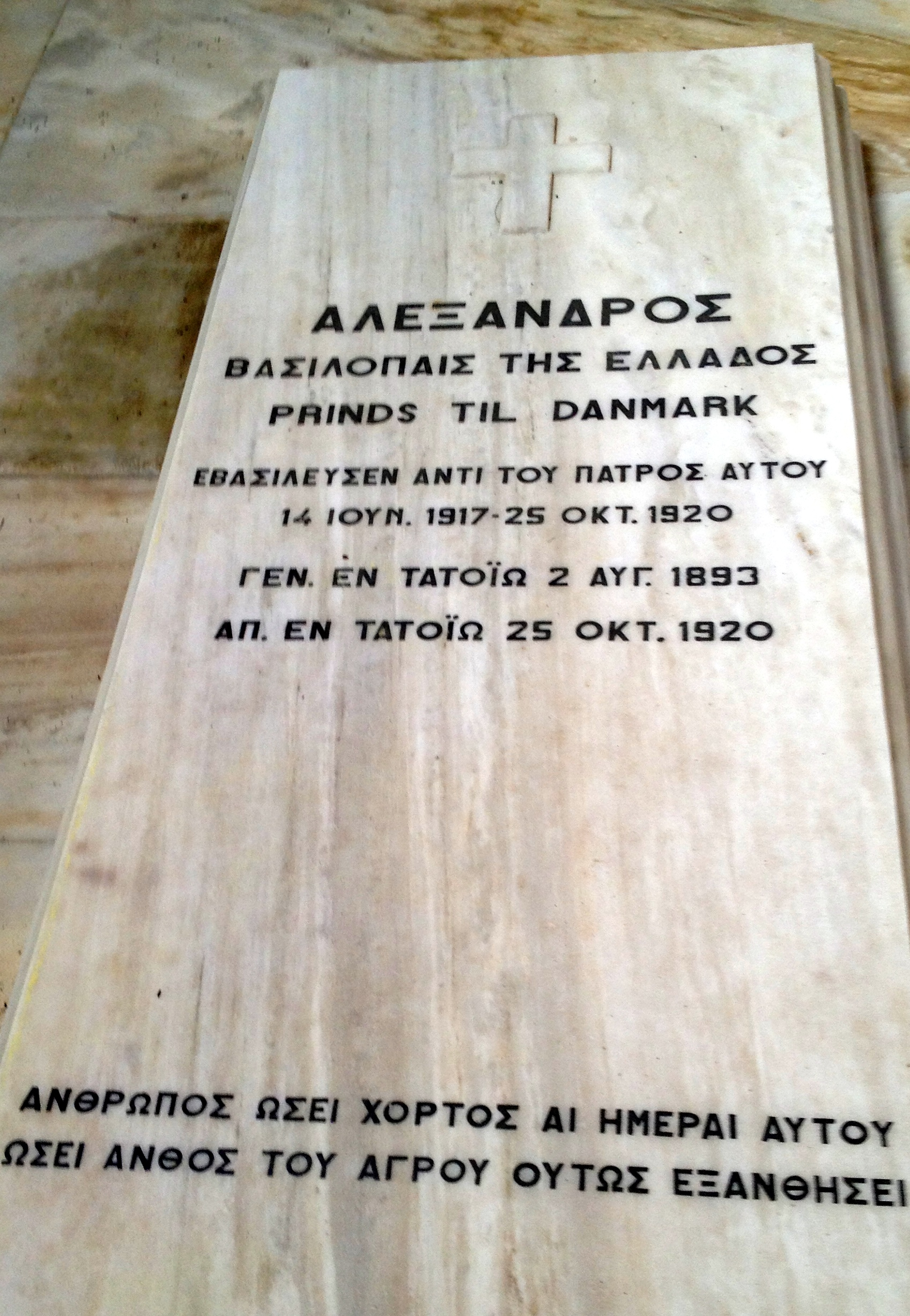
La tomba di re Alessandro di Grecia

Alessandro morì il 5 ottobre 1920 di setticemia, anche se si vociferò di un possibile assassinio, lontano dai suoi parenti che non vedeva dal 1917, anche se aveva chiesto che i genitori, Costantino e Sofia, potessero rientrare ad Atene ma non gli fu concesso, a differenza della nonna, la regina Olga, la quale però raggiunse il nipote solo dopo due ore della morte di quest'ultimo. La camera ardente fu posta nella Cattedrale dell'Annunciazione e in seguito i funerali di stato; l'unico membro della famiglia reale a cui fu permesso di partecipare fu la nonna Olga. Alessandro venne poi tumulato nel Cimitero reali di Tatoi. Molte personalità, fra cui la stessa famiglia reale, considerò il regno di Alessandro come una reggenza, idea che lo stesso sovrano seguiva, difatti sulla sua tomba vi è scritto "Figlio del Re degli Elleni, Principe di Danimarca" .

## Discendenza
Alessandro e Aspasia ebbero solo una figlia:
- Alessandra (1921 - 1993), regina consorte di Yugoslavia

## Ascendenza
|                               |                         |                                   | Genitori                                   |  |  | Nonni |  |  | Bisnonni                  |  |  | Trisnonni                                                      |  |
|                               |                         |                                   |                                            |  |  |       |  |  | Cristiano IX di Danimarca |  |  | Federico Guglielmo di Schleswig-Holstein-Sonderburg-Glücksburg |  |
|                               |                         |                                   |                                            |  |  |       |  |  | Cristiano IX di Danimarca |  |  | Federico Guglielmo di Schleswig-Holstein-Sonderburg-Glücksburg |  |
|                               |                         | Luisa Carolina d'Assia-Kassel     |                                            |  |  |       |  |  | Cristiano IX di Danimarca |  |  |                                                                |  |
| Giorgio I di Grecia           |                         |                                   |                                            |  |  |       |  |  | Cristiano IX di Danimarca |  |  |                                                                |  |
|                               |                         | Luisa d'Assia-Kassel              | Guglielmo d'Assia-Kassel                   |  |  |       |  |  |                           |  |  |                                                                |  |
|                               |                         | Luisa d'Assia-Kassel              | Guglielmo d'Assia-Kassel                   |  |  |       |  |  |                           |  |  |                                                                |  |
|                               |                         | Luisa d'Assia-Kassel              | Luisa Carlotta di Danimarca                |  |  |       |  |  |                           |  |  |                                                                |  |
| Costantino I di Grecia        |                         | Luisa d'Assia-Kassel              |                                            |  |  |       |  |  |                           |  |  |                                                                |  |
|                               |                         | Konstantin Nikolaevič di Russia   | Nicola I di Russia                         |  |  |       |  |  |                           |  |  |                                                                |  |
|                               |                         | Konstantin Nikolaevič di Russia   | Nicola I di Russia                         |  |  |       |  |  |                           |  |  |                                                                |  |
|                               |                         | Konstantin Nikolaevič di Russia   | Carlotta di Prussia                        |  |  |       |  |  |                           |  |  |                                                                |  |
| Olga Konstantinovna di Russia |                         | Konstantin Nikolaevič di Russia   |                                            |  |  |       |  |  |                           |  |  |                                                                |  |
|                               |                         | Alessandra di Sassonia-Altenburg  | Giuseppe di Sassonia-Altenburg             |  |  |       |  |  |                           |  |  |                                                                |  |
|                               |                         | Alessandra di Sassonia-Altenburg  | Giuseppe di Sassonia-Altenburg             |  |  |       |  |  |                           |  |  |                                                                |  |
|                               |                         | Alessandra di Sassonia-Altenburg  | Amalia di Württemberg                      |  |  |       |  |  |                           |  |  |                                                                |  |
| Alessandro di Grecia          |                         | Alessandra di Sassonia-Altenburg  |                                            |  |  |       |  |  |                           |  |  |                                                                |  |
|                               | Guglielmo I di Germania | Federico Guglielmo III di Prussia |                                            |  |  |       |  |  |                           |  |  |                                                                |  |
|                               | Guglielmo I di Germania | Federico Guglielmo III di Prussia |                                            |  |  |       |  |  |                           |  |  |                                                                |  |
|                               | Guglielmo I di Germania | Luisa di Meclemburgo-Strelitz     |                                            |  |  |       |  |  |                           |  |  |                                                                |  |
| Federico III di Germania      | Guglielmo I di Germania |                                   |                                            |  |  |       |  |  |                           |  |  |                                                                |  |
|                               |                         | Augusta di Sassonia-Weimar        | Carlo Federico di Sassonia-Weimar-Eisenach |  |  |       |  |  |                           |  |  |                                                                |  |
|                               |                         | Augusta di Sassonia-Weimar        | Carlo Federico di Sassonia-Weimar-Eisenach |  |  |       |  |  |                           |  |  |                                                                |  |
|                               |                         | Augusta di Sassonia-Weimar        | Maria Pavlovna di Russia                   |  |  |       |  |  |                           |  |  |                                                                |  |
| Sofia di Prussia              |                         | Augusta di Sassonia-Weimar        |                                            |  |  |       |  |  |                           |  |  |                                                                |  |
|                               |                         | Alberto di Sassonia-Coburgo-Gotha | Ernesto I di Sassonia-Coburgo-Gotha        |  |  |       |  |  |                           |  |  |                                                                |  |
|                               |                         | Alberto di Sassonia-Coburgo-Gotha | Ernesto I di Sassonia-Coburgo-Gotha        |  |  |       |  |  |                           |  |  |                                                                |  |
|                               |                         | Alberto di Sassonia-Coburgo-Gotha | Luisa di Sassonia-Gotha-Altenburg          |  |  |       |  |  |                           |  |  |                                                                |  |
| Vittoria di Gran Bretagna     |                         | Alberto di Sassonia-Coburgo-Gotha |                                            |  |  |       |  |  |                           |  |  |                                                                |  |
|                               |                         | Vittoria del Regno Unito          | Edoardo Augusto di Hannover                |  |  |       |  |  |                           |  |  |                                                                |  |
|                               |                         | Vittoria del Regno Unito          | Edoardo Augusto di Hannover                |  |  |       |  |  |                           |  |  |                                                                |  |
|                               |                         | Vittoria del Regno Unito          | Vittoria di Sassonia-Coburgo-Saalfeld      |  |  |       |  |  |                           |  |  |                                                                |  |
|                               |                         | Vittoria del Regno Unito          |                                            |  |  |       |  |  |                           |  |  |                                                                |  |

### Ascendenza patrilineare
1. Elimar I, conte di Oldenburg, *1040 †1112
2. Elimar II, conte di Oldenburg, *1070 †1142
3. Cristiano I, conte di Oldenburg, *1123 †1167
4. Maurizio I, conte di Oldenburg, *1150 †1209
5. Cristiano II, conte di Oldenburg, *1175 †1233
6. Giovanni I, conte di Oldenburg, *1204 †1270
7. Cristiano III, conte di Oldenburg,*1231 †1285
8. Giovanni II, conte di Oldenburg, *1270 †1316
9. Corrado I, conte di Oldenburg, *1302 †1347
10. Cristiano V, conte di Oldenburg, *1342 †1399
11. Dietrich, conte di Oldenburg, *1390 †1440
12. Cristiano I, re di Danimarca, Norvegia e Svezia, *1426 †1481
13. Federico I, re di Danimarca e Norvegia, *1471 †1533
14. Cristiano III, re di Danimarca e Norvegia, *1503 †1559
15. Giovanni, duca di Schleswig-Holstein-Sonderburg, *1545 †1622
16. Alessandro, duca di Schleswig-Holstein-Sonderburg, *1573 †1627
17. Augusto Filippo, duca di Schleswig-Holstein-Sonderburg-Beck, *1612 †1675
18. Federico Luigi, duca di Schleswig-Holstein-Sonderburg-Beck, *1653 †1728
19. Pietro Augusto, duca di Schleswig-Holstein-Sonderburg-Beck, *1697 †1775
20. Carlo Antonio Augusto, duca di Schleswig-Holstein-Sonderburg-Beck, *1727 †1759
21. Federico Carlo Ludovico, duca di Schleswig-Holstein-Sonderburg-Beck, *1757 †1816
22. Federico Guglielmo, duca di Schleswig-Holstein-Sonderburg-Glücksburg, *1785 †1831
23. Cristiano IX, re di Danimarca, *1818 †1906
24. Giorgio I, re degli Elleni, *1845 †1913
25. Costantino I, re degli Elleni, *1868 †1923
26. Alessandro, re degli Elleni, *1893 †1920